# Мирослав Лайчак
Мирослав Лайчак (словац. Miroslav Lajčák; нар. 20 березня 1963, Попрад, Чехословаччина) — словацький політик і дипломат. міністр закордонних справ Словаччини з 4 квітня 2012 до 20 березня 2020 року. Верховний представник щодо Боснії й Герцеговини (2 липня 2007 — 26 березня 2009). Голова 72-ї сесії Генеральної Асамблеї ООН з 2017 до 2018 року. Виконавчий голова ОБСЄ з 1 січня до 31 грудня 2019 року.

## Освіта
Мирослав Лайчак навчався на юридичному факультеті Університету Коменського в Братиславі, потім вивчав міжнародні відносини в МГІМО, де отримав ступінь доктора філософії. Він також є випускником Європейського центру Джорджа Маршалла в Гарміш-Партенкірхені (Німеччина).

## Кар'єра
У 1988 році Лайчак почав працювати в міністерстві закордонних справ Чехословаччини. З 1991 по 1993 працював в посольстві в Москві, спочатку чехословацькому, потім словацькому. З 1993 по 1994 був главою кабінету тодішнього словацького міністра закордонних справ Йозефа Моравчика. З 1994 по 1998 був послом Словацької Республіки в Японії, а з 2001 по 2005 в колишній Югославії (з 2003 року — Сербія і Чорногорія), Албанії і Македонії.
30 червня 2007 року призначений на посаду Верховного представника міжнародного співтовариства з Боснії і Герцеговині і спецпредставника ЄС.
16 грудня 2007 найбільша газета боснійських сербів «Nezavisne novine» назвала Лайчака людиною року. Майже два тижні потому, 28 грудня, аналогічний титул йому привласнила газета боснійських мусульман «Dnevni avaz».
26 січня 2009 року призначений новим міністром закордонних справ замість Яна Кубіша. До 26 березня Мирослав Лайчак одночасно виконував обов'язки Верховного представника з Боснії та Герцеговині.
4 квітня 2012 знову увійшов в уряд Роберта Фіцо міністр закордонних справ.
7 квітня 2014 взяв участь в основній сесії 7-го Київського безпекового форуму, який відбувся під час агресії Російської Федерації в Україну.

## Особисте життя
Одружений і має двох дочок.